# Pusztakovácsi
Pusztakovácsi is een plaats (község) en gemeente in het Hongaarse comitaat Somogy. Pusztakovácsi telt 909 inwoners (2001).